# Begonia roxburghii
Espèce
Synonymes
- Begonia malabarica Roxb.[1]
- Casparya oligocarpa A.DC.[1]
- Casparya polycarpa A.DC.[1]
- Diploclinium roxburghii Miq.[1]

Begonia roxburghii est une espèce de plantes de la famille des Begoniaceae. Ce bégonia est originaire d'Asie. L'espèce fait partie de la section Sphenanthera. L'espèce a été décrite en 1856 sous le basionyme de Diploclinium roxburghii par Friedrich Anton Wilhelm Miquel (1811-1871), puis elle a été recombinée dans le genre Begonia en 1864 par Alphonse Pyrame de Candolle (1806-1893). L'épithète spécifique roxburghii signifie « de Roxburgh », en hommage au botaniste écossais William Roxburgh (1759-1815).

## Répartition géographique
Cette espèce est originaire des pays suivants : Inde ; Myanmar ; Népal.